# Molu
Molu est un hameau condrusien de la commune de Marchin situé en Région wallonne dans la province de Liège, en Belgique. Jusqu'à la fin des années 1950, sur le plan postal, ce hameau était distribué par les facteurs de Modave et non de Marchin comme la commune proche de Vyle-Tharoul. On écrivait les adresses comme suit: "Molu par Modave". C'est ce qui a fait croire, à tort, que le village faisait partie de la commune de Vyle-Tharoul.

## Situation et description
Le hameau de Molu se trouve sur un tige (crête) à une altitude de 260 m dominant au nord la vallée du Triffoy et au sud la vallée du ruisseau de Vyle. L'habitat s'est aussi implanté sur le versant assez pentu du Triffoy. Molu se trouve à moins de 3 kilomètres de Marchin et à une douzaine de kilomètres de Huy.
Les habitations initiales ont souvent été construites en moellons de grès. De nombreuses constructions plus récentes sont venues grossir de manière importante le nombre d'habitations du hameau.